# Rob Pike
Robert C. Pike (1956) é um engenheiro de software e escritor. Foi responsável pelo projeto dos sistemas operacionais Plan 9 e Inferno, e da linguagem de programação Limbo, quando trabalhou na equipe que desenvolveu o sistema Unix, nos laboratórios Bell. Ele também trabalhou no terminal gráfico Blit, após ter escrito o primeiro sistema de janelas para o Unix, em 1981. Também escreveu editores de texto como o Sam e o Acme, que continuam em desenvolvimento e ainda hoje são utilizados.  Com Ken Thompson criou o padrão UTF-8.
Atualmente Pike trabalha para a empresa Google.

## Livros
Junto com Brian Kernighan, Pike é o autor dos livros The Practice of Programming e The Unix Programming Environment.